# Peroxyde de chlore
Le peroxyde de chlore (aussi appelé dioxyde de dichlore  ou dimère de ClO) est un composé inorganique de formule ClOOCl. D'un point de vue chimique il s'agit d'un dimère du monoxyde de dichlore (ClO). Il joue un rôle important dans la destruction de la couche d'ozone, car il catalyse la conversion de l'ozone en dioxygène lorsqu'il est exposé à un rayonnement ultraviolet: